# 岡村畯児
岡村 畯児（おかむら しゅんじ、1885年（明治18年）5月13日 - 1943年（昭和18年）6月4日）は、日本の陸軍法務官。最終階級は陸軍法務中将。軍法の権威として知られた。

## 経歴
1885年（明治18年）5月、高知県幡多郡平田村（現在の宿毛市）に生まれた。海南中学校を経て、東京帝国大学法学部を卒業。
第2師団法官部理事、陸軍法務官近衛師団軍法会議法務官、兼憲兵練習所教官、兼法務部司法事務官、関東軍軍法会議法務官、陸軍法務官、兼陸軍司法事務官、兼陸軍監獄長、朝鮮軍軍法会議法務官、朝鮮軍法務部部長、兼第24師団法務部長、朝鮮衛戍刑務所所長などを歴任。
1942年（昭和17年）4月、陸軍法務少将に昇進し、南方軍法務部長に就任。翌年6月に現職で死去し、同日付で陸軍法務中将に進んだ。

## 参考資料
- 『高知県人名事典』高知市民図書館、1970年。
- 福川秀樹『日本陸軍将官辞典』芙蓉書房出版、2001年。
- 外山操編『陸海軍将官人事総覧 陸軍篇』芙蓉書房出版、1981年。